# الطريق الوطنية رقم 10 (المغرب)

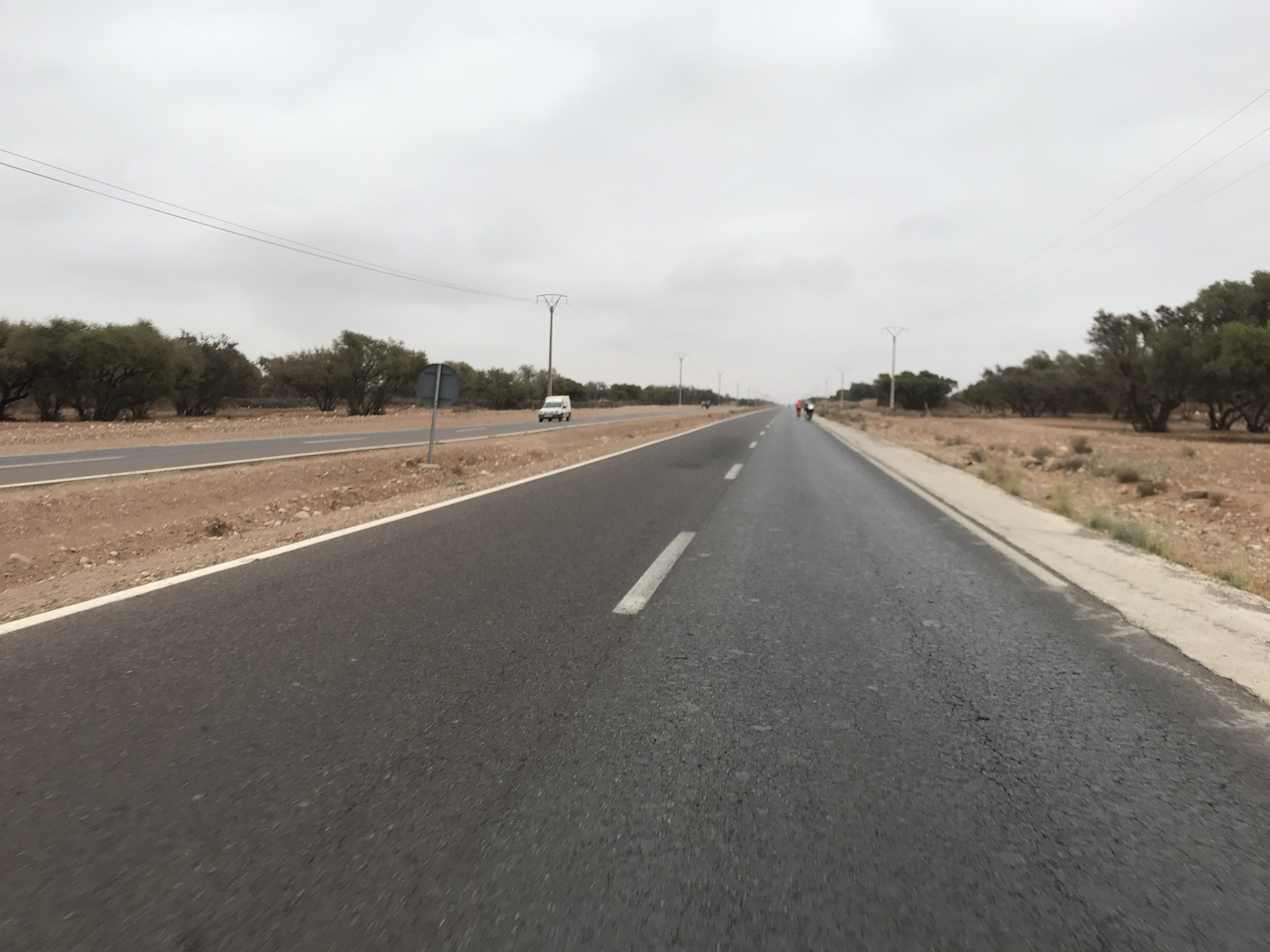
مقطع من الطريق الوطنية رقم 10 بين أكادير وتارودانت (طريق سريع)

الطريق الوطنية رقم 10 هي طريق وطنية تربط بين أكادير والرشيدية، ويبلغ طولها الإجمالي 653 كلم.

## الطرق السريع
قائمة الطرق السريعة المتواجدة في الطريق الوطنية رقم 10:
- الطريق السريع أكادير - تارودانت